# 바츨라프 노이만

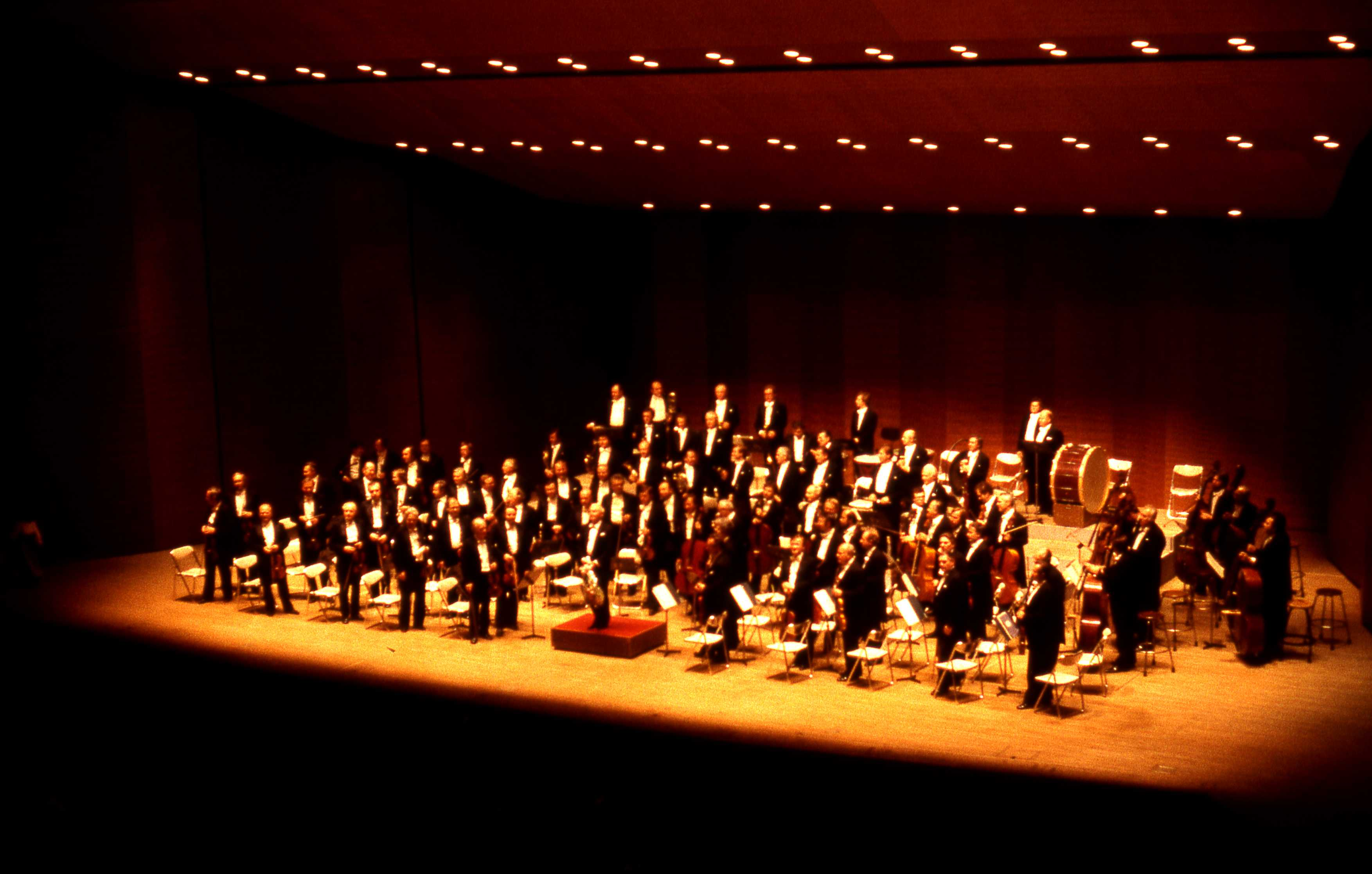

바츨라프 노이만(Václav Neumann, 1920년 - 1995년)은 체코의 지휘자, 바이올린 연주자, 비올라 연주자이다.

## 삶
프라하 음악원에서 공부하고 스메타나 사중주단을 결성했다. 1947년에 그만두었다. 1950년까지 체코 필하모닉 오케스트라의 임시 지휘자였다. 1964년부터 1968년까지 라이프치히 게반트하우스 오케스트라를 이끌었다.

## 유명한 지휘
- 드보르작 교향곡 전곡
- 말러 교향곡